# Hôtel de la Moussaye
Il existe un autre bâtiment nommé « hôtel de la Moussaye » à Rennes situé au niveau d’une ancienne ruelle également nommée de la Moussaye (actuelle rue Lesage). Deux châteaux de la Moussaye se trouve à Plénée-Jugon, et un autre à Plestan.
L’hôtel de la Moussaye est un hôtel particulier situé à Rennes, dans le département d'Ille-et-Vilaine.

## Situation
L’hôtel se trouve au numéro 3 de la rue Saint-Georges à Rennes, à une vingtaine de mètres de la place du Parlement-de-Bretagne.
Le bâtiment possède une façade à pan de bois sur la rue et une arrière-cour.

## Histoire

Blason des de La Moussaye.

La Moussaye est un ancien fief situé au sud d’actuel commune de Plénée-Jugon. Ce fief a donné une famille d’ancienne extraction (réformation et montres de 1423 à 1535).
La construction du bâtiment se situe vers 1680, et sa conception est attribuée à l'architecte de l'école lavalloise Pierre Corbineau. 
Ce bâtiment fait l’objet d’un classement au titre des monuments historiques depuis le 1er octobre 1962 et d'inscriptions depuis les 8 mai 1933 et 3 décembre 1993.

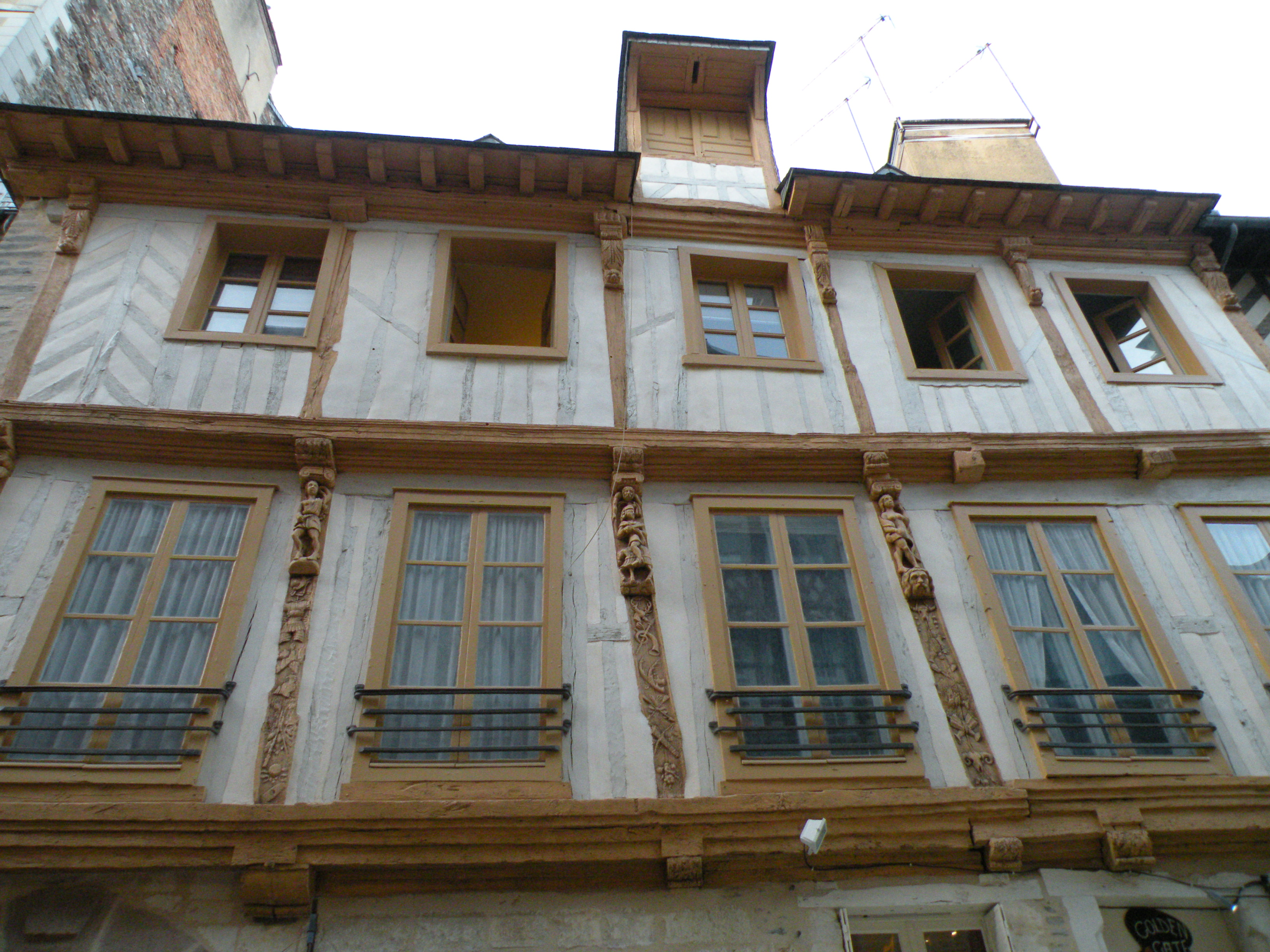
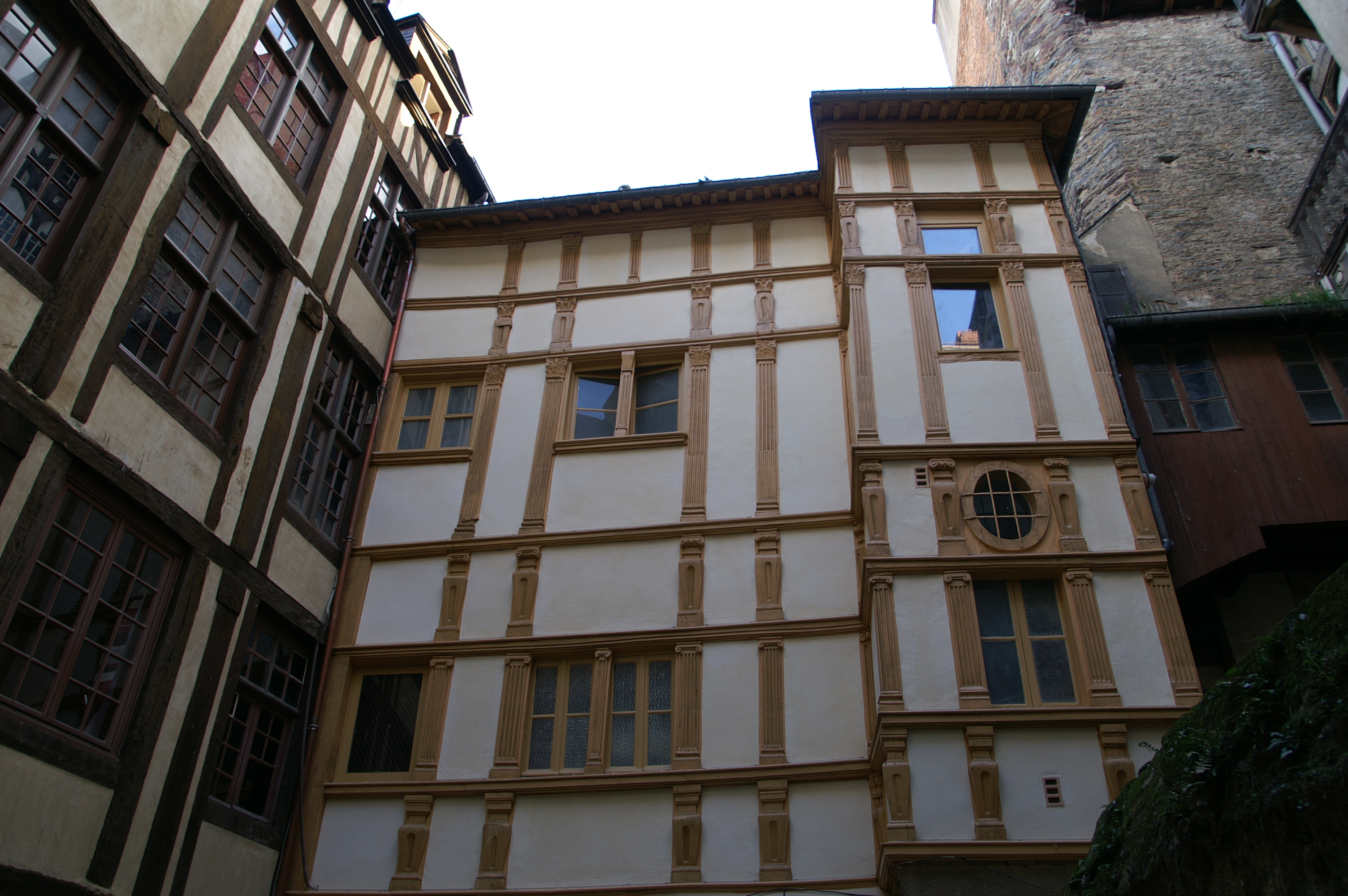